# Sân vận động Shizuoka
Sân vận động Shizuoka ECOPA (Nhật: 静岡スタジアム・エコパ Hepburn: Shizuoka Sutajiamu Ekopa) là một sân vận động thể thao được sử dụng chủ yếu cho các trận đấu bóng đá. Sân vận động nằm ở thành phố Fukuroi, tỉnh Shizuoka, Nhật Bản, mặc dù bản thân sân vận động chỉ là trung tâm của Công viên Thể thao Ogasayama lớn hơn kéo dài sang vùng lân cận Kakegawa. Sân vận động có sức chứa 50.889 chỗ ngồi. Sân hiện là địa điểm chính cho các sự kiện thể thao lớn ở tỉnh Shizuoka, bao gồm cả điền kinh, được trang bị đầy đủ các cơ sở vật chất.

## Các trận đấu Giải vô địch bóng đá thế giới 2002
Các trận đấu sau đây đã được diễn ra tại Sân vận động Shizuoka trong World Cup 2002:
| Ngày                | Đội #1   | Kết quả | Đội #2 | Vòng   |
| ------------------- | -------- | ------- | ------ | ------ |
| 11 tháng 6 năm 2002 | Cameroon | 0–2     | Đức    | Bảng E |
| 14 tháng 6 năm 2002 | Bỉ       | 3–2     | Nga    | Bảng H |
| 21 tháng 6 năm 2002 | Anh      | 1–2     | Brasil | Tứ kết |